# Целестинці
Целестинці (Congregatio або Ordo Coelestinorum (O.S.B. Cel.) — католицький чернечий орден (гілка бенедиктинців), заснований в Абруццо 1254 року відлюдником Петром з гори Мурроне (Згодом Папа Целестин V).
У 1264 році Папа Урбан IV дарував ордену багато привілеїв.
У XIII—XIV століттях целестинці заснували багато монастирів у Італії, Франції, Нідерландах та Німеччини.
Нині збереглося лише кілька целестинських монастирів у Італії.